# Modena Football Club 1997-1998
Questa pagina raccoglie le informazioni riguardanti il Modena Football Club nelle competizioni ufficiali della stagione 1997-1998.

## Stagione
Nella stagione 1997-98 il Modena ha disputato il girone A del campionato di Serie C1, piazzandosi in sesta posizione di classifica con 49 punti. Il torneo è stato vinto dal Cesena, che con 67 punti che ha ottenuto la promozione diretta in Serie B, mentre la Cremonese è stata promossa avendo vinto i play-off.

## Rosa
| N. |                   | Ruolo | Calciatore         |
| -- | ----------------- | ----- | ------------------ |
|    | Italia (bandiera) | C     | Angelo Alessio     |
|    | Italia (bandiera) | C     | Roberto Bacci      |
|    | Italia (bandiera) | P     | Federico Bigliazzi |
|    | Italia (bandiera) | P     | Oriano Boschin     |
|    | Italia (bandiera) | C     | Giuseppe Brescia   |
|    | Italia (bandiera) | D     | Roberto Bucchioni  |
|    | Italia (bandiera) | C     | Marco Caputi       |
|    | Italia (bandiera) | A     | Simone Cavalli     |
|    | Italia (bandiera) | D     | Riki Di Bin        |
|    | Italia (bandiera) | D     | Andrea Di Cintio   |
|    | Italia (bandiera) | C     | Gianluca Gaudenzi  |

| N. |                   | Ruolo | Calciatore         |
| -- | ----------------- | ----- | ------------------ |
|    | Italia (bandiera) | A     | Corrado Grabbi     |
|    | Italia (bandiera) | D     | Sergio Lancini     |
|    | Italia (bandiera) | C     | Leonardo Malaguti  |
|    | Italia (bandiera) | A     | Paolo Mandelli     |
|    | Italia (bandiera) | C     | Manuel Montipò     |
|    | Italia (bandiera) | C     | Massimo Pellegrini |
|    | Italia (bandiera) | D     | Stefano Pellegrini |
|    | Italia (bandiera) | D     | Giovanni Piccolo   |
|    | Italia (bandiera) | A     | Roberto Putelli    |
|    | Italia (bandiera) | A     | Salvatore Tarascio |
|    | Italia (bandiera) | C     | Cristiano Scazzola |
|    | Italia (bandiera) | C     | Matteo Solari      |

## Risultati

### Campionato

#### Girone di andata
| 31 agosto 1997 1ª giornata | Cesena | 1 – 0 | Modena |  |

| 7 settembre 1997 2ª giornata | Modena | 0 – 2 | Como |  |

| 14 settembre 1997 3ª giornata | Saronno | 1 – 1 | Modena |  |

| 21 settembre 1997 4ª giornata | Modena | 1 – 0 | Prato |  |

| 28 settembre 1997 5ª giornata | Pistoiese | 1 – 0 | Modena |  |

| 5 ottobre 1997 6ª giornata | Modena | 2 – 2 | Carrarese |  |

| 12 ottobre 1997 7ª giornata | Carpi | 0 – 2 | Modena |  |

| 19 ottobre 1997 8ª giornata | Modena | 3 – 0 | Montevarchi |  |

| 26 ottobre 1997 9ª giornata | Alessandria | 1 – 0 | Modena |  |

| 9 novembre 1997 10ª giornata | Modena | 1 – 2 | Lecco |  |

| 16 novembre 1997 11ª giornata | Fiorenzuola | 3 – 1 | Modena |  |

| 23 novembre 1997 12ª giornata | Modena | 1 – 0 | Lumezzane |  |

| 30 novembre 1997 13ª giornata | Livorno | 1 – 2 | Modena |  |

| 14 dicembre 1997 14ª giornata | Modena | 4 – 1 | Brescello |  |

| 21 dicembre 1997 15ª giornata | Modena | 1 – 2 | Cremonese |  |

| 28 dicembre 1997 16ª giornata | Alzano Virescit | 1 – 1 | Modena |  |

| 11 gennaio 1998 17ª giornata | Modena | 1 – 1 | Siena |  |

#### Girone di ritorno
| 18 gennaio 1998 18ª giornata | Modena | 2 – 1 | Cesena |  |

| 25 gennaio 1998 19ª giornata | Como | 1 – 4 | Modena |  |

| 1º febbraio 1998 20ª giornata | Modena | 2 – 1 | Saronno |  |

| 8 febbraio 1998 21ª giornata | Prato | 0 – 2 | Modena |  |

| 15 febbraio 1998 22ª giornata | Modena | 0 – 0 | Pistoiese |  |

| 22 febbraio 1998 23ª giornata | Carrarese | 0 – 2 | Modena |  |

| 1º marzo 1998 24ª giornata | Modena | 2 – 0 | Carpi |  |

| 8 marzo 1998 25ª giornata | Montevarchi | 1 – 0 | Modena |  |

| 15 marzo 1998 26ª giornata | Modena | 1 – 1 | Alessandria |  |

| 22 marzo 1998 27ª giornata | Lecco | 2 – 1 | Modena |  |

| 5 aprile 1998 28ª giornata | Modena | 1 – 0 | Fiorenzuola |  |

| 11 aprile 1998 29ª giornata | Lumezzane | 2 – 0 | Modena |  |

| 19 aprile 1998 30ª giornata | Modena | 1 – 1 | Livorno |  |

| 26 aprile 1998 31ª giornata | Brescello | 4 – 0 | Modena |  |

| 3 maggio 1998 32ª giornata | Cremonese | 0 – 1 | Modena |  |

| 10 maggio 1998 33ª giornata | Modena | 0 – 2 | Alzano Virescit |  |

| 17 maggio 1998 34ª giornata | Siena | 2 – 0 | Modena |  |